# Chì(II) carbonat
Chì(II) cacbonat là một hợp chất hóa học vô cơ với thành phần chính là nguyên tố chì [Pb] và nhóm cacbonat [CO3], với công thức hóa học được quy định là PbCO3. Hợp chất này được sản xuất trong công nghiệp với hai tiền chất là chì(II) axetat và cacbon dioxide. Hợp chất chì(II) cacbonat cũng tồn tại trong tự nhiên dưới dạng khoáng vật cerussit.

## Cacbonat
Có một số cacbonat chì cơ bản và các hợp chất liên quan, bao gồm:
Chì trắng, chì cacbonat dạng cơ bản, 2PbCO3·Pb(OH)2
Shannonit, PbCO3·PbO
3PbCO3·Pb(OH)2·PbO.
PbCO3·2PbO
Abellait, NaPb2(OH)(CO3)2
Leadhillit, 2PbCO3·PbSO4·Pb(OH)2

## Điều chế
Chì cacbonat được sản xuất bằng cách cho khí cacbon dioxide vào dung dịch loãng lạnh của dung dịch chì(II) axetat hoặc bằng cách lắc dung dịch muối chì hòa tan nhiều hơn so với muối cacbonat với hợp chất amoni cacbonat ở nhiệt độ thấp để tránh tạo thành chì cacbonat dạng cơ bản.
Pb(CH3COO)2 + (NH4)2CO3 → PbCO3↓ + 2NH4CH3COO